# Filostahis
Filostahis (bambus, lat. Phyllostachys), rod od šezdesetak vrsta biljaka iz porodice trava autohton u Aziji (južna Kina, sjeverna Indokina, Himalaja), ali introduciran po mnogim zemljama na svim kontinentima.
Neke vrste zlatnog bambusa narastu do 30 metara visine. Uzgajaju se i kao ukrasno bilje.

## Vrste
1. Phyllostachys acuta C.D.Chu & C.S.Chao
2. Phyllostachys acutiligula G.H.Lai
3. Phyllostachys albidula N.X.Ma & W.Y.Zhang
4. Phyllostachys angusta McClure
5. Phyllostachys arcana McClure
6. Phyllostachys atrovaginata C.S.Chao & H.Y.Chou
7. Phyllostachys aurea (André) Rivière & C.Rivière
8. Phyllostachys aureosulcata McClure
9. Phyllostachys bissetii McClure
10. Phyllostachys carnea G.H.Ye & Z.P.Wang
11. Phyllostachys circumpilis C.Y.Yao & S.Y.Chen
12. Phyllostachys compar W.Y.Zhang & N.X.Ma
13. Phyllostachys corrugata G.H.Lai
14. Phyllostachys dulcis McClure
15. Phyllostachys edulis (Carrière) J.Houz.
16. Phyllostachys elegans McClure
17. Phyllostachys fimbriligula T.H.Wen
18. Phyllostachys flexuosa Rivière & C.Rivière
19. Phyllostachys funhuaensis (X.G.Wang & Z.M.Lu) N.X.Ma & G.H.Lai
20. Phyllostachys glabrata S.Y.Chen & C.Y.Yao
21. Phyllostachys glauca McClure
22. Phyllostachys heteroclada Oliv.
23. Phyllostachys hirtivagina G.H.Lai
24. Phyllostachys incarnata T.H.Wen
25. Phyllostachys iridescens C.Y.Yao & S.Y.Chen
26. Phyllostachys kwangsiensis W.Y.Hsiung, Q.H.Dai & J.K.Liu
27. Phyllostachys lofushanensis C.P.Wang, C.H.Hu & G.H.Ye
28. Phyllostachys longiciliata G.H.Lai
29. Phyllostachys makinoi Hayata
30. Phyllostachys mannii Gamble
31. Phyllostachys meyeri McClure
32. Phyllostachys microphylla G.H.Lai
33. Phyllostachys nidularia Munro
34. Phyllostachys nigella T.H.Wen
35. Phyllostachys nigra (Lodd. ex Lindl.) Munro
36. Phyllostachys nuda McClure
37. Phyllostachys parvifolia C.D.Chu & H.Y.Chou
38. Phyllostachys platyglossa C.P.Wang & Z.H.Yu
39. Phyllostachys primotina T.H.Wen
40. Phyllostachys prominens W.Y.Hsiung
41. Phyllostachys propinqua McClure
42. Phyllostachys purpureociliata G.H.Lai
43. Phyllostachys reticulata (Rupr.) K.Koch
44. Phyllostachys rivalis H.R.Zhao & A.T.Liu
45. Phyllostachys robustiramea S.Y.Chen & C.Y.Yao
46. Phyllostachys rubicunda T.H.Wen
47. Phyllostachys rubromarginata McClure
48. Phyllostachys rutila T.H.Wen
49. Phyllostachys shuchengensis S.C.Li & S.H.Wu
50. Phyllostachys stimulosa H.R.Zhao & A.T.Liu
51. Phyllostachys sulphurea (Carrière) Rivière & C.Rivière
52. Phyllostachys tianmuensis Z.P.Wang & N.X.Ma
53. Phyllostachys varioauriculata S.C.Li & S.H.Wu
54. Phyllostachys veitchiana Rendle
55. Phyllostachys verrucosa G.H.Ye & Z.P.Wang
56. Phyllostachys violascens Rivière & C.Rivière
57. Phyllostachys virella T.H.Wen
58. Phyllostachys viridiglaucescens (Carrière) Rivière & C.Rivière
59. Phyllostachys vivax McClure
60. Phyllostachys yunhoensis S.Y.Chen & C.Y.Yao
61. Phyllostachys zhejiangensis G.H.Lai